# Børns
Børns (stilizzato BØRNS), pseudonimo di Garrett Clark Borns (Muskegon, 7 gennaio 1992), è un cantante statunitense.

## Biografia
Nato in Michigan, ha debuttato nel 2010 ma nel 2012 ha formato un trio chiamato The Garrett Borns Trio, che ha pubblicato un EP dal titolo A Dream Between.
Nel novembre 2014 ha inciso da solista il singolo 10,000 Emerald Pools, pubblicato da Interscope Records e inserito nell'EP Candy. Nel luglio 2015 si è esibito a Lollapalooza.
Nel maggio 2015 ha pubblicato il video del brano Electric Love, brano anch'esso edito nel 2014. La canzone ha conseguito un ottimo successo ed è stata inserita nei film Manuale scout per l'apocalisse zombie e Nerve. Nell'ottobre 2015 è uscito il suo primo album in studio Dopamine, prodotto da Tommy English. Il disco ha raggiunto la posizione #24 della classifica Billboard 200. Nel 2016 si esibisce al Coachella Valley Music and Arts Festival.
Nel luglio 2017 ha pubblicato il singolo Faded Heart, tra l'altro inserito nel videogioco FIFA 18. Nel gennaio 2018 è uscito il suo secondo album Blue Madonna, anticipato God Save Our Young Blood, una collaborazione con la cantante Lana Del Rey.

## Stile e influenze musicali
Ha dichiarato che la sua voce androgina ed anche il suo aspetto hanno portato molti a scambiarlo per una donna al primo ascolto.
Sul suo sito ufficiale tra le curiosità c'è scritto che durante le sessione di registrazione dell'album Dopamine, l'attenzione di Børns venne catturata da una pila di riviste vintage di Playboy. L'artista rimase affascinato dalla suggestività e dalla seduzione delle inserzioni pubblicitarie di quell'epoca, tanto da prenderne spunto per i suoi testi: molto semplici, ma estremamente carismatici.

## Discografia

### Album in studio
- 2015 – Dopamine
- 2018 – Blue Madonna